# Mosimanegape Ramoshibidu
Mosimanegape Ramoshibidu (ur. 15 czerwca 1985 w Lobatse) – piłkarz botswański grający na pozycji lewego obrońcy.

## Kariera klubowa
Ramoshibidu swoją karierę rozpoczął w klubie BMC Lobatse. Zadebiutował w nim w 2006 roku w pierwszej lidze botswańskiej. W sezonie 2006/2007 zdobył z nim Puchar Botswany. W sezonie 2011/2012 został z nim wicemistrzem kraju. W latach 2012–2016 grał w FC Satmos, w którym zakończył karierę.

## Kariera reprezentacyjna
W reprezentacji Botswany Ramoshibidu zadebiutował 30 sierpnia 2008 roku w wygranym 1:0 towarzyskim meczu z Lesotho. W 2012 roku został powołany do kadry na Puchar Narodów Afryki 2012. Od 2008 do 2013 rozegrał w niej 27 meczów.